# Eduard Bornschein
Eduard Bornschein (* 22. September 1883 in Braunschweig; † 4. Februar 1945 in Weimar) war ein deutscher Musiklehrer und Komponist.

## Leben
Eduard Bornschein studierte am Konservatorium Sondershausen. Nach seinem Studium arbeitete Bornschein zunächst als Dirigent und Chorleiter in Nürnberg, Lübeck, Klagenfurt und Wroclaw, bevor er sich langfristig in Saarbrücken niederließ. Dort gründete er 1912 das Bornschein Konservatorium. Im Jahr 1922 kaufte Bornschein das Haus Ithaka in Weimar und baute sich einen zweiten Lebensmittelpunkt auf. Er arbeitete von Weimar aus mit Erich Pabst zusammen und komponierte Musik für Aufführungen des Bergtheaters Thale. Ab den späten 1930er Jahren kam das Bornschein Konservatorium in finanzielle Schwierigkeiten, sodass Eduard Bornschein das Institut 1944 an die Stadt Saarbrücken verkaufte.

## Kompositionen (Auswahl)
- Eulenspiegeleien – Humoreske für Kammerorchester (1927)
- 4 Lieder für Stimme und Klavier einhändig auf Gedichte von Rainer Maria Rilke (1934)